# Abbott (California)
Abbott es un área no incorporada ubicada en el condado de Sutter en el estado estadounidense de California.

## Geografía
Abbott se encuentra ubicada en las coordenadas 39°1′14″N 121°37′32″O / 39.02056, -121.62556.